# Taça da Liga
Taça da Liga (v překladu Pohár ligy) je portugalská fotbalová soutěž založená roku 2007. Jedná se o ligový fotbalový pohár, kterého se účastní pouze týmy z první a druhé portugalské ligy. Na rozdíl od Taça de Portugal vítěz nepostupuje do evropských soutěží.

## Formát
Od ročníku 2022-2023 se hraje novým formátem, kdy jsou všechny z první a druhé portugalské ligy rozřazeny do osmi skupin po čtyřech nebo pěti týmech, hraje se jednokolově. Vítěz skupiny postupuje do čtvrtfinále a dále hraje klasickým jednokolovým pavoukem. 
Do ročníku 2022-2023 se hrálo starým systémem:
- První kolo - jednokolový zápas mezi nalosovanými dvojicemi týmů z druhé portugalské ligy (kromě rezervních týmů nebo týmů B), deseti týmy první portugalské ligy, které se v předchozí sezóně umístily na 7.-16. místě, a dvěma týmy, které postoupily z druhé portugalské ligy do první, přičemž vítěz postupuje do dalšího kola.
- Druhé kolo - jednokolový zápas mezi nalosovanými vítězi prvního kola a dvěma tými z první portugalské ligy, které se v předchozí sezóně umístily na 5. a 6. místě. Vítězové postupují do dalšího kola.
- Třetí kolo - Čtyři skupiny po třech týmech hrané jednokolově, v každé z nich jsou dva vítězové druhého kola a jeden ze čtyř nejlépe umístěných týmů z první portugalské ligy v předchozí sezóně. Vítězové skupin postupují do dalšího kola.
- Vyřazovací fáze - Semifinále a finále se hrají jako jednokolové zápasy na neutrální půdě.

## Přehled finále
Zdroj:

Pozn.: vítěz je označen tučně
- 2007/08: Vitória Setúbal – Sporting Lisabon 0:0, 3:2 pen.
- 2008/09: Benfica Lisabon – Sporting Lisabon 1:1, 3:2 pen.
- 2009/10: Benfica Lisabon – FC Porto 3:0
- 2010/11: Benfica Lisabon – FC Paços de Ferreira 2:1
- 2011/12: Benfica Lisabon – Gil Vicente FC 2:1
- 2012/13: SC Braga – FC Porto 1:0
- 2013/14: Benfica Lisabon – Rio Ave FC 2:0
- 2014/15: Benfica Lisabon – CS Marítimo 2:1
- 2015/16: Benfica Lisabon – CS Marítimo 6:2
- 2016/17: Moreirense FC – SC Braga 1:0
- 2017/18: Sporting CP – Vitória FC 1:1, 5:4 pen.
- 2018/19: Sporting CP – FC Porto 1:1, 3:1 pen.
- 2019/20: SC Braga – FC Porto 1:0
- 2020/21: Sporting CP – SC Braga 1:0
- 2021/22: Sporting CP – Benfica Lisabon 2:1
- 2022/23: FC Porto – Sporting CP 2:0